# Combat de Sidi Ali Ben Aoun
Insurrection djihadiste en Tunisie
Le combat de Sidi Ali Ben Aoun se déroule en Tunisie en octobre 2013, entre la garde nationale tunisienne et des djihadistes d'Ansar al-Charia, lors de l'insurrection djihadiste en Tunisie.

## Déroulement
Le 23 octobre 2013, des hommes de la garde nationale tunisienne gagnent une maison de Sidi Ali Ben Aoun où des personnes suspectées d'être des djihadistes ont été signalées. Ils s'apprêtent à perquisitionner le bâtiment lorsque des hommes armés ouvrent le feu sur eux,. Estimés au nombre d'une vingtaine d'hommes divisés en deux groupes et dissimulés dans des tranchées creusées autour et à proximité de l'habitation, les djihadistes engagent la fusillade au moment où les gendarmes reçoivent des renforts : trois djihadistes sont tués lors du combat.
Après l'affrontement, la police découvre une voiture piégée en cours de confection, ainsi que des armes et des explosifs. Mohamed Ali Aroui, porte-parole du ministère de l'Intérieur déclare : « On a saisi des armes, des explosifs, deux ceintures d'explosifs et une voiture piégée contenant trois cylindres prêts à exploser ». De la TNT et de l'ammonitrate sont également découverts selon le porte-parole, qui affirme également qu'un suspect « a été tué, un a été arrêté et un est en fuite ».
Le 24, le bâtiment théâtre des combats est détruit ainsi que les voitures piégées ; un cadavre muni d'une ceinture explosive est alors découvert. Le 25, les forces de l'ordre découvrent de nombreuses armes dissimulées dans un puits près de l'habitation, une quinzaine de personnes suspectées d'être liées avec les djihadistes étant également arrêtées.
D'après Mohamed Ali Aroui, « il y a six policiers tués, quatre blessés et un homme armé abattu ». Les corps des six gardes nationaux sont enterrés le lendemain : Imed Hizi, chef de l’unité anti-terrorisme, le premier lieutenant Socrate Cherni (frère de Majdouline Cherni), les premiers caporaux Mohamed Marzouki et Anis Salhi, le caporal Ridha Nasri et Tahar Chebbi.
Selon les informations initiales de la Télévision tunisienne 1, il y aurait eu sept morts du côté des gardes nationaux et deux tués chez les djihadistes.
Les djihadistes prennent la fuite et auraient trouvé refuge au djebel Sidi Aïch, entre Sidi Bouzid et Kasserine.